# ژاومه بارتومئو
ژاومه بارتومئو (انگلیسی: Jaume Bartumeu؛ زادهٔ ۱۰ نوامبر ۱۹۵۴) سیاستمدار اهل آندورا است. وی از ۵ ژوئن ۲۰۰۹ تا ۲۸ آوریل ۲۰۱۱ نخست‌وزیر آندورا بود.